# In Defense of the Genre
In Defense of the Genre è il terzo album in studio del gruppo statunitense Say Anything.
L'album, che consta di due dischi, è stato pubblicato il 23 ottobre 2007 dalla J Records, preceduto dall'uscita del singolo Baby Girl, I'm a Blur su iTunes.
Via MySpace è stato possibile per un limitato periodo di tempo pre-ordinare una copia autografata dell'album.

## Tracce
Disco 1
Testi e musiche di Max Bemis, Alexander Kent, Jacob Linder.
1. Skinny, Mean Man – 3:33
2. No Soul – 3:36
3. That Is Why – 4:13
4. Surgically Removing the Tracking Device – 2:30
5. This Is F***ing Ecstasy – 2:39
6. The Church Channel – 3:04
7. Shiksa (Girlfriend) – 3:38
8. Baby Girl, I'm a Blur – 4:19
9. Retarded in Love – 3:06
10. People Like You Are Why People Like Me Exist – 3:28
11. Died a Jew – 2:29
12. An Insult to the Dead – 4:09
13. Sorry, Dudes. My Bad. – 2:43

Disco 2
Testi e musiche di Max Bemis, Alexander Kent, Jacob Linder.
1. Spay Me – 3:13
2. In Defense of the Genre – 4:02
3. The Truth Is, You Should Lie with Me – 2:31
4. The Word You Wield – 3:50
5. Vexed – 2:39
6. About Falling – 4:13
7. You're the Wanker, If Anyone Is – 3:22
8. Spores – 2:49
9. We Killed It – 1:53
10. Have at Thee! – 3:03
11. Hangover Song – 0:58
12. Goodbye Young Tutor, You've Now Outgrown Me – 4:20
13. I Used to Have a Heart – 4:17
14. Plea – 4:31

## Formazione

### Collaborazioni
Una delle peculiarità dell'album è sicuramente il numero notevole di apparizioni di ospiti speciali nell'album, quasi tutti provenienti da noti gruppi della scena pop punk americana contemporanea.
- Pete Yorn – backing vocals in "Skinny, Mean Man"
- Anna Waronker (that dog.) – backing vocals in "No Soul"
- DJ Swamp – turntable in "No Soul"
- Adam Lazzara (Taking Back Sunday) – backing vocals in "Surgically Removing the Tracking Device"
- Fred Mascherino (The Color Fred) – backing vocals in "Surgically Removing the Tracking Device"
- Anthony Raneri (Bayside) – backing vocals in "This Is Fucking Ecstasy"
- Hayley Williams (Paramore) – backing vocals in "The Church Channel" and "Plea"
- Caithlin De Marrais (Rainer Maria) – backing vocals in "Shiksa (Girlfriend)"
- Chris Carrabba (Dashboard Confessional) – backing vocals in "Retarded in Love"
- Michael Auerbach  – backing vocals in "Retarded in Love"
- Casey Prestwood (Hot Rod Circuit) – in "Retarded in Love"
- Trever Keith (Face to Face) – backing vocals in "People Like You Are Why People Like Me Exist"
- Chris Conley (Saves the Day) – backing vocals in "Sorry, Dudes. My Bad."
- Gerard Way (My Chemical Romance) – backing vocals in "In Defense of the Genre"
- Joshua Sultan – backing vocals in "The Truth Is, You Should Lie With Me"
- Matt Skiba (Alkaline Trio) – backing vocals in "About Falling"
- Laura Kirsch – backing vocals in "About Falling"
- Jordan Pundik (New Found Glory) – backing vocals in "You're the Wanker, If Anyone Is"
- Chad Gilbert (New Found Glory) – backing vocals in "You're the Wanker, If Anyone Is"
- Aaron Gillespie (Underoath & The Almost) – backing vocals in "You're the Wanker, If Anyone Is"
- Andy Jackson (Hot Rod Circuit) – backing vocals in "We Killed It"
- Anthony Green (Circa Survive) – backing vocals in "Hangover Song"
- Kenny Vasoli (The Starting Line) – backing vocals in "Plea"